# 王䵺
王䵺（?—?），直隸省河間府肅寧縣人，清朝政治人物、進士出身。
光緒二十九年（1903年），参加光緒癸卯科殿試，登進士二甲第65名。同年閏五月，以主事分部学习。宣统二年（1910年），擔任清朝廣州府南海縣知縣。后由邱伯民接任。